# Dominique Sanda
Dominique Marie–Françoise Renée Varaigne (ur. 11 marca 1951 w Paryżu) – francuska aktorka i modelka.

## Życiorys

### Wczesne lata
Urodziła się w Paryżu w rodzinie katolickiej jako córka Lucienne (z domu Pichon) i Gérarda Varaigne. Zgodnie z planami ojca, miała zostać sekretarką. Uczęszczała do prowadzonego przez zakonnice college’u im. św. Wincentego a Paulo (Collège Saint-Vincent-de-Paul), sprowokowała drastyczny incydent, by w wieku trzynastu lat usunięto ją ze szkoły. Wymogła na rodzicach akceptację swych dążeń. Jednak w Akademii Sztuk Pięknych zamiast tworzyć – musiała kopiować stare freski i porzuciła dalszą naukę.

### Kariera
W wieku 16 lat wzięła udział w konkursie Miss kostiumu kąpielowego w Arcachon, który zapoczątkował jej karierę modelki. W 1968 trafiła na okładkę „Vogue”. Potem była na okładkach „Harper’s Bazaar”, „Elle” i „Paris Match”. W 1969 została odkryta przez Roberta Bressona, który – słysząc jej niski, intrygujący głos w słuchawce telefonicznej – bez żadnego przygotowania aktorskiego zaangażował ją do roli żony właściciela lombardu, która w końcu zostaje doprowadzona do samobójstwa w melodramacie Łagodna (Une femme douce, 1969) opartego na opowiadaniu Fiodora Dostojewskiego. Film prezentowany podczas XVII MFF w San Sebastián został uhonorowany Srebrną Muszlą. Rola Anny Quadri, kobiety o skłonnościach lesbijskich, uwodząca mężczyznę (Jean-Louis Trintignant), by dzięki temu być bliżej jego żony (Stefania Sandrelli) w dramacie Bernarda Bertolucciego Konformista (Il Conformista, 1970) zapoczątkowała jej karierę we Włoszech, gdy miała zaledwie 18 lat.
Odniosła sukces dzięki roli 23–letniej studentki anglistyki Micol, pochodzącej ze starego arystokratycznego rodu żydowskiego w historycznym dramacie wojennym Vittoria De Siki Ogród Finzi-Continich (Il Giardino dei Finzi-Contini, 1970), adaptacji powieści Giorgio Bassaniego. Za tę rolę w 1972 otrzymała Nagrodę Angielskiej Krytyki Filmowej. W melodramacie Maximiliana Schella Pierwsza miłość (Erste Liebe, 1970) na podstawie powieści Iwana Turgieniewa kreowała księżnę Zinaidę Aleksandrownę Zasiekin. Powróciła do Francji, gdzie wystąpiła w roli Sandry Forest w dreszczowcu Bez wyraźnych motywów (Sans mobile apparent, 1971). Odmówiła zagrania w filmie Bertolucciego Ostatnie tango w Paryżu, a przyjęła rolę Evy w dramacie Noc kwiatów (La notte dei fiori, 1972).
Wzięła udział w trzech produkcjach hollywoodzkich. Melodramat Johna Frankenheimera Nieosiągalny cel (Story of a Love Story, 1973) o romansie żony producenta telewizyjnego z pisarzem (Alan Bates) spotkał się z fatalnym przyjęciem. W dreszczowcu szpiegowskim Johna Hustona Człowiek Mackintosha (The Mackintosh Man, 1973) według powieści Desmonda Bagleya u boku Paula Newmana jako pani Smith bezlitośnie rozprawiała się ze zdrajcami. Po zagraniu kreacji Hermine w dramacie Freda Hainesa Wilk stepowy (Steppenwolf, 1974), ekranizacji powieści Hermanna Hessego z Maxem von Sydow, w Stanach Zjednoczonych zaczęto ją nazywać „nową Gretą Garbo”.
W dramacie psychologicznym Luchino Viscontiego Portret rodzinny we wnętrzu (Gruppo di famiglia in un interno, 1974) ukazała się we wspomnieniu profesora (Burt Lancaster) jako jego młoda matka. Za kreację Irene Carelli Ferramonti w dramacie Mauro Bologniniego Dziedzictwo Ferramontich (L’eredità Ferramonti, 1976) zdobyła nagrodę za pierwszoplanową rolę kobiecą Złotą Palmę na 29. Festiwalu Filmowym w Cannes. W historycznym melodramacie wojennym Bernarda Bertolucciego Wiek XX (Novecento, 1976) zagrała rolę Ady u boku Gérarda Depardieu i Roberta De Niro. Wzięła udział w dramacie Philippe’a Garrela Kryształowa kołyska (Le berceau de cristal, 1976) z Nico.
Grała także na światowych scenach teatrów w przedstawieniach: Madame Klein (1993), Skarbiec pamięci Anny Achmatowej (1994), Niebezpieczne związki Pierre’a Choderlosa de Laclos (1994/1995) jako Marquise de Merteuil, Żywa poezja (1995), George Sand i Marie d’Agoult (1996), Dama z morza Henrika Ibsena (1999/1998), Joanna d’Arc na stosie (2002), Hamlet (2003/2002) jako królowa Gertruda, Muzyka zdegenerowana, muzyka w obozach (2005), Tajemnica bukietu róż (2006) w Buenos Aires i Trzy kolory i jeden rozmiar (2007) w Rzymie.

## Życie prywatne
Była żoną Manuela Pardo. Z nieformalnego związku z Christianem Marquandem ma syna Yanna (ur. 20 kwietnia 1972). 8 stycznia 2000 wyszła za mąż za Nicolae Cutzaridę, argentyńskiego filozofa i profesora uniwersyteckiego pochodzenia rumuńskiego.

## Filmografia
- 1970: Konformista (Il Conformista) jako Anna Quadri
- 1970: Ogród Finzi-Continich (Il Giardino dei Finzi-Contini) jako Micol
- 1973: Człowiek Mackintosha (The Mackintosh Man) jako pani Smith
- 1974: Portret rodzinny we wnętrzu (Gruppo di famiglia in un interno) jako matka profesora
- 1976: Wiek XX (Novecento) jako Ada Chiostri Polan
- 1976: Dziedzictwo Ferramontich (L’eredità Ferramonti) jako Irene Carelli Ferramonti
- 1977: Aleja potępionych (Damnation Alley) jako Janice
- 1980: Caboblanco jako Marie
- 1995: Józef (Joseph, TV) jako Lea
- 2000: Purpurowe rzeki (Les Rivières pourpres) jako siostra Andrée
- 2014: Saint Laurent jako Lucienne